# Hyderabad-Rupie

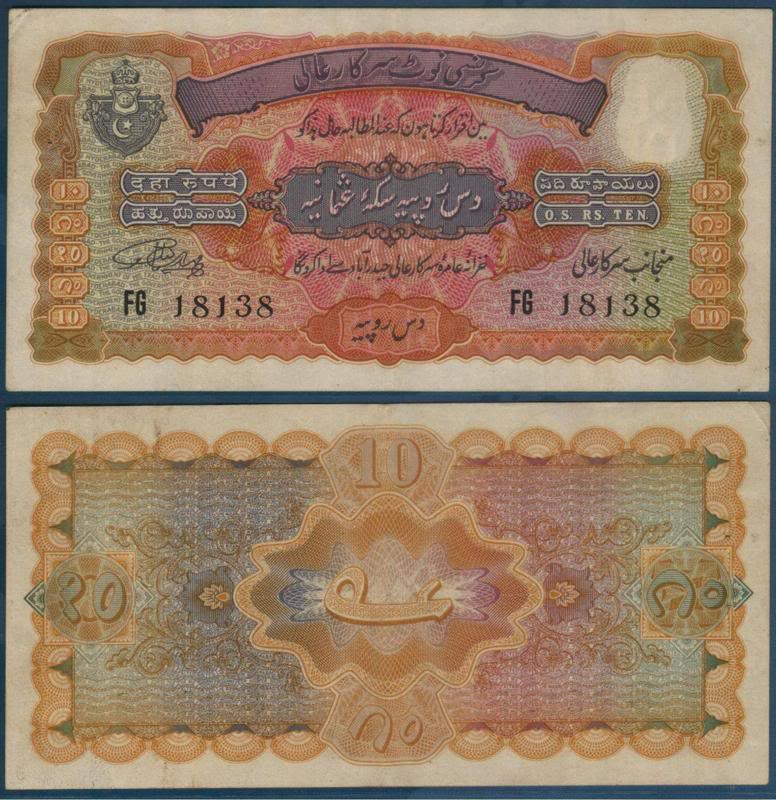
10 Hyderabad-Rupees (1940)

Die Hyderabad-Rupie (HRp.) war eine bis 1953 im gleichnamigen indischen Fürstenstaat umlaufende Währung, deren Silbergehalt – und damit auch ihr Wert – geringer war als der der standardisierten in Britisch-Indien zirkulierenden Rupie (Rp). Der Wechselkurs dieser eigenständigen Währung wurde nach starken Fluktuationen 1900–02 im Verhältnis 116/10/8 für 100 an die indische Rupie gebunden, entsprechend dem Unterschied im Silbergehalt (HR: 818/1000, brit.: 11/12 fein). Für eine HR gab es mithin 13 Anna 9 Pies britisch. Der Kurs durfte zwischen 115/10/0 und 118/12/0 schwanken, tatsächlich fluktuierte er im allgemeinen Verkehr zwischen 114 und 119. Für alltägliche Geschäfte wurde das ungefähre Umrechnungsverhältnis 7 zu 6 benutzt.
Nach der endgültigen Eroberung Hyderabads durch Truppen der indischen Union 1948 wurde auch in diesem Staat die indische Rupie 1953 alleiniges Zahlungsmittel.

## Münzen
Über die Herstellung der Münzen unter den ersten beiden Nizams ist wenig bekannt. In Handarbeit geschlagene Rupien wurden wohl im Auftrag und Design des Mogul-Kaisers in Delhi hergestellt. Der Dritte der Dynastie Asaf Jah III. (r. 1803–1829) ließ auf den geprägten Sikkah-Rupien, die lokal auf Urdu Barkati Sicca oder Lakshmi Sicca genannt wurden, als Erster ein eigenes Zeichen und sein Herrschaftsjahr anbringen. Seine Nachfolger behielten diese Praxis bei.
Nach der Staatsgründung war das Geldwesen vergleichsweise unorganisiert, die Finanzen wurden vom Diwan ausgewählten Bankiers (sahukar) übertragen, die auch die Münzherstellung kontrollierten. Ab 1853 sind vom Diwan Salar Jung I. erste Reformen begonnen worden. Für 1856 sind noch acht staatliche und 16 als Lehen von Jagirs betriebene Münzanstalten belegt, die im Laufe der Zeit abgeschafft wurden. Die wichtigeren, außer Hyderabad (Münzzeichen persisch S) wo teilweise auch die Bezeichnung Farkhanda Bunyad (Münzzeichen persisch M, ab 1803) gebraucht wurde, waren Amarvati (um 1824/25), Khujista Bunyas in Aurangabad (ca. 1762–1822) und Daulatabad.
Nach dem Sepoy-Aufstand wurde der Bezug auf den Mogul von den, nun Halli Sicca genannten neuen Rupien entfernt. Deren Gewicht wurde auf 11 masha, entsprechend 172,5 grain Troy und 818,1/1000 Feingewicht festgesetzt. Eine erste Staatsbank wurde 1868 gegründet. Bis 1893 konnte, wie in ganz Indien, jedermann der entsprechendes Münzmetall lieferte, daraus in staatlichen Münzanstalten, dieses gratis prägen lassen. Besonders die von den Jagirs geprägten Münzen verschlechterten sich zusehends. Die Zeit der späten 1870er bis 1896 war eine Zeit des Wertverfalls der silberbasierten Rupie, gegenüber dem weltweit üblich gewordenen Goldstandard.
Es gab in Hyderabad erste Versuche 1894–96 maschinell zu prägen, jedoch blieb die Herstellung bis 1900 reine Handarbeit, was Fälschungen und besonders Verfälschungen erleichterte. Ohne letztere hätte jedoch vermutlich Bargeldknappheit geherrscht. Die erste Serie maschinell – nun Charminar- (nach dem Monument auf der Rückseite) bzw. Charki-Rupien geheißen – geprägter Münzen 1901 war von so schlechter Qualität, dass sie vom Government of India wieder eingeschmolzen wurden. Erst unter dem Staatsfinanzminister Casson Walker (ICS) gelang es – in einer eigens erbauten Münzanstalt in Saifabad – ab 1903/4 Münzen hoher Qualität herzustellen. Stückelungen von ½, ¼ und ein Achtel HR. wurden ausgeprägt.
Die Finanzen – und damit das Münzwesen – von Hyderabad, die durch die Hungersnöte 1897 und 1899–1901 vollkommen zerrüttet waren, wurden ab 1903 weitgehend reformiert, ein Vorgang der mit dem Currency Act 1911 abgeschlossen wurde. Die Staatsfinanzen des Nizam, der sich in seiner autokratischer Regierungsform erst vergleichsweise spät einschränkte, wurden unter den Finanzministern Sir Richard Glancy (bis 1919) und Sir Akbar Hydari (1937–41) reorganisiert.
Die nach der Inthronisation von Osmani Ali Khan (r. 1911–48, † 1967) geprägten Münzen wurden Osmania Sicca genannt (Initiale: 'Ain). Eine zweite Serie mit geringfügigen Änderungen im Aussehen der Münzen wurde ab 1942 hergestellt.
Kleingeld aus Kupfer oder Bronze, die Paisa war zunächst unregelmäßig länglich (genannt: Dub). Ebenfalls aus Kupfer gab es runde ½-Annas.
Ab 1903 wurden runde, maschinengeprägte Münzen in Werten von 1 (bis 1911), 2 und 6 Pie verausgabt. Die Münzen von 2 bis 8 Anna (5,589 g fein) enthielten 818/1000 Silber. Im selben Jahr wurde der Wert von 1 Anna erstmals in Form von Nickelmünzen hergestellt. Diese ersten, runden, wurden wegen Verwechslungsgefahr mit der gleich großen ¼-HR-Münze, bald durch abgerundet viereckige ersetzt.
Goldmünzen, die Asharafi nach den Mustern der Könige von Oudh, waren kein gesetzliches Zahlungsmittel, sondern als Wertanlage, zur Schmuckherstellung oder Medaillen gedacht. Geprägt wurden sie in Hyderabad nur während der Herrschaft der letzten beiden Nizam. Es kommen Stückelungen von 1/16 (0,698 g), 1/8 (1,3970 g), ¼ (2,794 g), ½ (5,59 g), und ganzen Stücken (11,87 g) vor, die alle die Aufschrift ”Asaf Jah, Nizam-al-Mulk, Gründer des Nizami-Geschlechts“ und das persische Münzzeichen “M” für die Prägestätte Mahboob tragen.
Im 19. Jahrhundert wurden in Hyderabad auch Mohure in Stückelungen zwischen 1/16 und 1 (10,7–11,4g) geschlagen.
Vasallen des Nizam, die erwähnten jagir, prägten Rupien u. a. in Aurangabad (das sogenannte Toka-Cash, um 1830), Kalayan (= Kallian, 1811–36), Dilshadabad (= Nayaranpett, 1772–87) und Wanparti (Münzstätte: Nasirabad, nur ¼ HR 1819). Ausschließlich Kleingeld wurde geprägt in Elichpur (ca. 1830–50) und Shorapur (1845/46).
Private Prägungen im 19. Jahrhundert, durch den Bankier Pestonji Meherji aus Bombay (1829–57), sind belegt, ob noch weitere stattfanden, ist unklar.

## Banknoten

Rupie der letzten Serie (1948)

Erste Banknoten, zu 10 und 100 HR., wurden unter den Bestimmungen des Paper Currency Act (1918) verausgabt. Es existieren jedoch schon Noten mit einem Datum aus den Vorjahren. Die Jahresangabe erfolgte zunächst nach Fasli-Kalender, seit 1938 wurde das christliche Datum verwendet. Die ersten 1-HR-Scheine, von 1919, waren wegen ihrer schwarzen Farbe unpopulär und wurden bald ersetzt. Zwei Drittel der verausgabten Noten mussten durch Metall gedeckt sein.
Die Banknoten wurden in London von der Firma Waterlow, bis 1925 ohne Unterschriften, gedruckt. Die Zahlenangaben waren mehrsprachig, der restliche Text der Noten in Urdu gehalten. Die Unterschriften wurden vor Ort aufgedruckt. Insgesamt wurden 15 verschiedene Serien begeben, die sich durch die Unterschriften unterscheiden. Ausgegeben wurden Scheine zu 1, 5, 10 und 100 HRs., jedoch nicht alle Werte in jeder der Serien. Ein 1000 HRs.-Schein wurde erstmals 1929/30 emittiert. Das Schiff S. S. Egypt, sank 1922 nahe Ushant (bei Brest) mit in England gedruckten Noten in den Nominalen 5, 10 und 100 HRs. Ein Teil der beschädigt geborgenen Noten wurde 1932, mit Stempeln versehen, zu Sammlerzwecken verkauft. Seit 1936 erfolgte die Herstellung der 1 und 5 HR.-Scheine bei der Firma Security Press in Nasik, eine Aufgabe die bald darauf die Druckerei des Zentralgefängnisses von Hyderabad übernahm.

### Zentralbank
Sieben Jahre nach Gründung der Reserve Bank of India nahm die Hyderabad State Bank (Gesetz vom 8. August 1941), zu Beginn des Finanzjahres am 5. April, 1942 ihre Tätigkeit als Zentralbank mit Reservefunktion auf, ohne dass Rediskont für Geschäftsbanken angeboten wurden. Das Aktienkapital von 7½ Millionen HRs. lag zu 51 % beim Staat, der Rest wurde an private Investoren, denen eine 3%ige Dividende garantiert wurde, abgegeben. Das Currency Department war als Staats- und Zentralbank konzipiert, das Banking Department für gewöhnliche Bankgeschäfte zuständig. Die Bilanzsumme, inklusive Reservefonds, des Currency Department zum Ende des Gründungsjahres belief sich auf 230 Mio. HRs.